# Октябрьский (Моркинский район)
Октя́брьский — посёлок в Моркинском районе Республики Марий Эл Российской Федерации. Административный центр Октябрьского сельского поселения.

## География
Посёлок находится в юго-восточной части республики, в зоне хвойно-широколиственных лесов, при автодороге 88К-012, у реки Уба.

### Климат
Климат характеризуется как умеренно континентальный, с умеренно холодной снежной зимой и относительно тёплым летом. Среднегодовая температура воздуха — 2,3 °С. Средняя температура воздуха самого тёплого месяца (июля) — 18,2 °C (абсолютный максимум — 38 °C); самого холодного (января) — −13,7 °C (абсолютный минимум — −47 °C). Безморозный период длится с середины мая до середины сентября. Среднегодовое количество атмосферных осадков составляет 491 мм, из которых около 352 мм выпадает в период с апреля по октябрь.

## Топоним
Название получено в 1947 году вместо «лесопункт „19 км“». Сам лесопункт назван «Октябрьский механизированный пункт».

## История
Возник как поселение при лесопункте, организованным для строительства железных дорог.

## Население
| 2010 |
| ---- |
| 1175 |

На 2004 год в посёлке жило более 1300 человек в 430 хозяйствах.

## Известные уроженцы
Уткина Мария Ивановна (род. 1954) — бригадир цеха механосборочных работ, мастер Йошкар-Олинского механического завода (1984―2000). Лауреат Государственной премии СССР (1988).

## Инфраструктура
В посёлке расположено ГБОУ «Октябрьская специальная (коррекционная) общеобразовательная школа-интернат для детей-сирот и детей, оставшихся без попечения родителей, с ограниченными возможностями здоровья VIII вида», Октябрьский производственный участок «Салют» Моркинского ЛПХ, АЗС-9 фирмы «Лукойл», лесничество, АТП, мукомольная мельница «Нива», производственный участок Моркинского МПКХ, средняя школа на 318 мест, ясли-сад, СДК, библиотека, ФАП, аптека, ветеринарный пункт, несколько магазинов, филиал Моркинского отделения Сбербанка, узел почтовой связи.

## Достопримечательности
Памятник воинам, павшим в Великой Отечественной войне.